# Meaux-la-Montagne
Meaux-la-Montagne är en kommun i departementet Rhône i regionen Auvergne-Rhône-Alpes i östra Frankrike. Kommunen ligger i kantonen Amplepuis som tillhör arrondissementet Villefranche-sur-Saône. År 2022 hade Meaux-la-Montagne 226 invånare.

## Befolkningsutveckling
Antalet invånare i kommunen Meaux-la-Montagne
| Referens: INSEE |